# Mike Lehmann

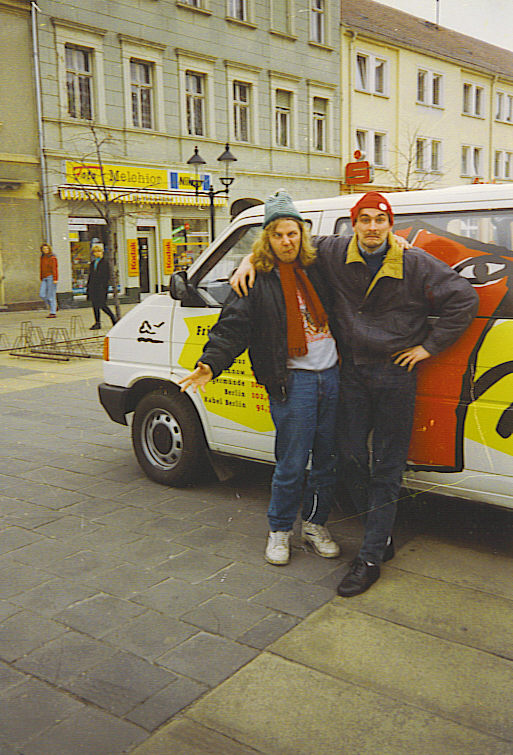
Mike Lehmann (links) 1994 in Luckenwalde mit einem Fan

Mike Lehmann war von 1993 bis 2003 eine Radio-Comedy des Hörfunksenders Fritz. Die Figur Mike Lehmann ist eine Erfindung des langjährigen Fritzmoderators und Producers Uwe Wassermann und wurde von Fritz-Archivar Peter „Pluto“ Neuber gesprochen. Neuber spielte sich angeblich selbst, da er auch im wahren Leben ein Kneipen-, Heavy-Metal- und Fußball-Fan mit langen Haaren ist. 2019 moderierte Neuber, unter seinem Alter Ego Mike Lehmann, die Sendung Born to be Mike bei radioeins vom RBB.

## Radioabenteuer
Mike Lehmann hatte morgens um 9 Uhr, später um 7 und 9 Uhr, bei Fritz diverse Radioabenteuer zu bestehen. Dazu gehörten unter anderem folgende Stationen:
- der Zeltplatz C65 in Horstenlochnitz am Griebensee
- Mike Lehmann auf der Baustelle Woltersdorf/Schleuse (Ost)
- Mike Lehmann im Wilden Westen (in der Wild-West-Deko des Karl-May-Museums Radebeul)
- Mike Lehmann in einer Situation
- Mike Lehmann im Märchenland (dazu wurden Schallplattenaufnahmen genutzt, aus denen man die Beiträge von Moppi herausschnitt und statt derer Kommentare von Mike Lehmann einfügte)
- Mike Lehmanns singendes, klingendes Wörter-ABC
- Momente

Geschrieben wurden diese Abenteuer u. a. von Uwe Wassermann, der auch meistens die Rolle des Off-Sprechers übernahm. Die Baustellen-Geschichten stammten zum großen Teil von Michi Balzer.
Weiterhin informierte er als „Fischfütterer des ORB Aquariums“ in diversen informativen Beiträgen („Mike Lehmanns Aquarienratgeber“). Auch durch „Berufe im Bild“ konnte man von Mike Lehmann interessante Informationen (beispielsweise zum Beruf des Anschalters) erfahren.
Es gab auch abendliche Lehmann-Specials und weitere Gelegenheiten zur Moderation (zum Beispiel die Eröffnung des Fritz-Ladens oder des Columbia-Fritz).
Kurzauftritte hatte Mike Lehmann außerdem in zwischendurch eingespielten Fritz-Jingles. Meistens war dabei zu hören, wie er in einer naiven Art einen Brief an Personen schrieb, die aktuell international in den Medien präsent waren. Bei diesen Briefen handelte es sich dann um ein deutsch-englisches Sprachkonglomerat („Dear Mr. President, lover George! Have you eigentlich noch alle Tassen in your Schrank? …“).

## Mitwirkende
Mitwirkende der Radioabenteuer waren unter anderem
- sein Freund Presslufthammer-Bernte (eigentlich Bernd Kwingzapf; in den Wild-West-Abenteuern auch Komantschen-Bernd genannt)
- Hammer-Hans
- Bohrfutter-Wilfried
- seine bessere Hälfte Trude
- seine (zeitweilige) Freundin Baate
- der Imbusmann (auch als Kotzekocher oder Koch des Grauens bekannt, der den Bauarbeitern widerwärtigste „Fresspampe“ oder andere Ekligkeiten zubereitet und kredenzt)
- der Bauleiter(in) Gerd Posam
- Susanne
- der seriöse Reiter auf seinem Pferd
- der Hauchbär
- Container-John (Gewinner der ersten Big-Brother-Staffel)
- der ZePaLei (Zeltplatzleiter) Fred
- Herr Mieter (Baustelle)
- Die Inka (Azubi aus Borsigwalde/Berlin-Reinickendorf ab 2002, „’ne Wessi-Tussi“ mit weitaus mehr Intelligenz als Mike und Bernte zusammen)
- Fleischer-Jürgen (ehemaliger sprachgestörter schlechter Schlächter, der von seinen damaligen Kollegen mit einer Schweinehälfte verwechselt und deshalb drei Wochen an einen Schweinehaken in ein Kühlhaus gehängt wurde – in Folge war das Arbeitsamt der Ansicht, dass Fleischer-Jürgen genauso gut „uffn Bau knuffen jehn“ könnte)
- Der Genosse Baugefechtsrat
- Merkel-Nando (Berntes Hund)

## Absetzung
Im Dezember 2002 beschloss man bei Radio Fritz das Ende der Abenteuer und der Zusammenarbeit mit dem freien Mitarbeiter Neuber. Dies wurde mit „Abnutzungserscheinungen“ begründet. Peter Neuber ging dagegen gerichtlich vor und klagte auf Wiedereinstellung und Anerkennung des Status als Arbeitnehmer vor dem Arbeitsgericht Potsdam. Das Verfahren ging in die zweite Instanz.

## Zweitverwertung

### Singles
- 1994 – Weita, weita
- 1995 – Umwälzpumpe
- 1996 – Kannste abhaken!
- 1998 – Losungsmittel

### Alben
- 1996 – Kannste abhaken! (In Normal- und Schulversion erhältlich)
- 1999 – The greatest Best of Ihm seine Radioabenteuer

### Sampler
- Die Fritz-CD (Sketche)
- „Quote 97 – Niemals einer Meinung“ (der Fritz-Sampler) mit dem Lied „Umwälzpumpe“